# Philippe Bensoussan
Pour les articles homonymes, voir Bensoussan.
 (mai 2020).
Philippe Bensoussan est un réalisateur français.

## Biographie
Philippe Bensoussan est diplômé de l'IDHEC en 1979,.

## Carrière
Il obtient le César du meilleur court métrage de fiction avec Bluff en 1983.   
Dans le domaine du clip, il réalise La Ballade de Jim d'Alain Souchon, Victoire de la musique du meilleur clip en 1986 puis Musulmanes de Michel Sardou nommé aux Victoires l'année suivante.   
Dans  le domaine du film publicitaire, entre 1987 et 1991, il réalise plus d'une cinquantaine de spots ; la campagne Lustucru sera nommée aux Sept d'or.  
En 1995, il réalise L'enfer vert, un téléfilm de 90 min avec Gérard Darmon et Didier Besace[réf. nécessaire]. Intéressé par le réel et l'actualité immédiate, il réalise plusieurs docu-drama pour la télévision[Lesquelles ?],[Quand ?]. 
En 2004 il réalise Décryptage, un long métrage documentaire sur les représentions médiatiques du conflit israélo-palestinien. 
Il est le président de la société BBDA Quad Productions.

## Filmographie

### Comme réalisateur
- 2002 : Décryptage - documentaire
- 1982 : Bluff - court-métrage
- 1983 : Mambo-scratch - court-métrage avec Ged Marlon
- 1979 : Un Enfant sans histoire - court-métrage

### Comme photographe
- 2002 : Décryptage - documentaire